# Concerto Campestre
Concerto Campestre é um filme brasileiro de 2004, do gênero drama, dirigido por Henrique de Freitas Lima. O roteiro é baseado em romance de Luiz Antonio de Assis Brasil.

## Sinopse
Relata a história de um gaúcho latifundiário que deseja formar uma orquestra sinfônica e, para isso, tira um maestro da cadeia. Este é avisado pelo vigário para não se envolver com as mulheres da casa do latifundiário. O maestro é encarregado de transformar um bando de índios e negros escravos em verdadeiros instrumentistas e acaba por se envolver justamente com a filha do seu mecenas.
Segundo o próprio autor do livro:
"A história da moça abandonada no boqueirão me foi contada por uma amiga, a escritora Hilda Simões-Lopes, e aconteceu no século passado, nos campos de sua família. É portanto, uma "história real", o que lhe dá certa nota picante; mas aqui, como em todas as realidades, a fantasia ocupa o lugar do trivial e do desconhecido - e isso é apenas uma homenagem à Literatura."
Luiz Antônio de Assis Brasil.
Curiosidade: Os Simões Lopes são uma família tradicional pelotense. No Brasil conquistou o status de nobreza e são donos de algumas estâncias, destacando-se a conhecida estância da Graça. Eram proprietários do solar dos Simões Lopes, também chamado de Castelo Simões Lopes em Pelotas, adquirido pela Prefeitura Municipal em 1991 e hoje é uma atração turística na cidade.

## Elenco
- Antonio Abujamra.... major Eleutério Fontes
- Samara Felippo.... Clara Victória
- Leonardo Vieira.... Maestro Ubaldo
- Araci Esteves.... dona Brigida
- Alexandre Paternost.... Silvestre
- Miguel Ramos.... vigário
- Roberto Birindelli.... Rossini
- Naiara Harry.... Sinhá Gonçalves
- Sirmar Antunes.... Congo
- Lori Nelson.... Guará
- Pedro Machado.... Salvador
- Carmem Silva.... baronesa
- Luís Carlos Magalhães.... barão
- Hique Gomes.... Ramiro
- Oscar Simch.... Emanuel